# Дујмовићи
Дујмовићи је насељено место у општини Трнови у Федерацији Босне и Херцеговине.

## Становништво
|         | 2013.        | 1991.         | 1981.         | 1971.         |
| Укупно  | 116 (100,0%) | 163 (100,0%)  | 224 (100,0%)  | 225 (100,0%)  |
| Бошњаци | 116 (100,0%) | 163 (100,0%)1 | 218 (97,32%)1 | 218 (96,89%)1 |
| Срби    | –            | –             | 5 (2,232%)    | 6 (2,667%)    |
| Остали  | –            | –             | 1 (0,446%)    | 1 (0,444%)    |

1. 1 На пописима од 1971. до 1991. Бошњаци су пописивани углавном као Муслимани.